# Burgstall Vager
Der Burgstall Vager, auch Vogtturm, Fager, Vagera genannt, ist eine abgegangene Höhenburg südlich des Bad Reichenhaller Ortsteils Kirchberg im Landkreis Berchtesgadener Land in Bayern. Die Anlage wird als Bodendenkmal unter der Aktennummer D-1-8243-0134 im Bayernatlas als „Burgstall des hohen Mittelalters ("Vager")“ geführt. 

## Geographische Lage

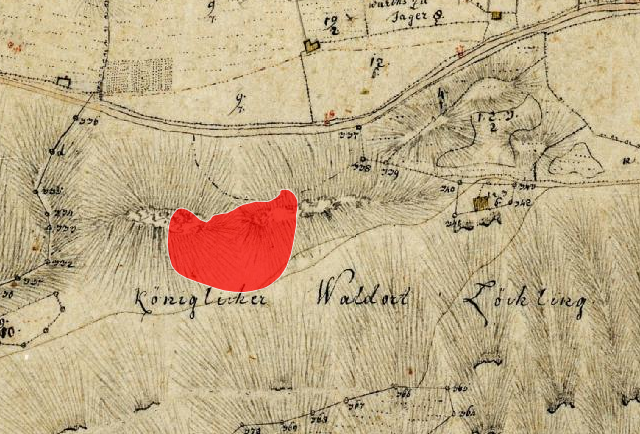
Lageplan von Burgstall Vager auf dem Urkataster von Bayern

Die Burg wurde früher auf dem „Haider-Burgstein“ oberhalb des Moserwirts vermutet, liegt aber weiter südlich etwa bei 535 m ü. NHN auf halber Hanghöhe der Bürgermeisterhöhe.
In der Nähe lagen noch weitere Burgen, etwa 800 Meter östlich lag die Burg Kirchberg. 550 Meter westlich befindet sich ein weiterer Burgstall, und 1100 Meter in dieser Richtung die Turmruine Amerang und die Burgruine Karlstein.

## Geschichte
Die Burg wurde in der zweiten Hälfte des 12. Jahrhunderts von den Herren von Vageras erbaut. Erwähnt wurden diese erstmals im Jahr 1177, sie waren Ministeriale der Grafen von Peilstein. Zwischen 1211 und 1218 ging sie in den Besitz des Erzbistums Salzburg über. In der Mitte des 13. Jahrhunderts wird die Burg als „…en hous heizzet Vager.“ in Enikels Fürstenbuch erwähnt. Zerstört wurde Burg Vager vermutlich 1262 gleichzeitig mit den Burgen Amerang und Kirchberg durch Herzog Heinrich XIII. Das Gebiet kam anschließend an die Herzöge von Bayern. 1752 wird nochmals ein „Fagerer Gütl“ genannt.
Die ehemalige Burganlage verfügte über einen zwölfeckigen Bergfried mit einem Durchmesser von etwa 8,5 Meter, was 2001 durch archäologische Untersuchungen entdeckt wurde. Der Burgstall ist heute ein Bodendenkmal.

## Sonstiges
Der Burgstall Vager ist eine Station auf dem Reichenhaller Burgenweg. Dieser knapp 30 km lange Rundwanderweg führt zu 17 Burgen, Schlössern und Befestigungsanlagen in Bad Reichenhall und den umliegenden Gemeinden.

## Literatur

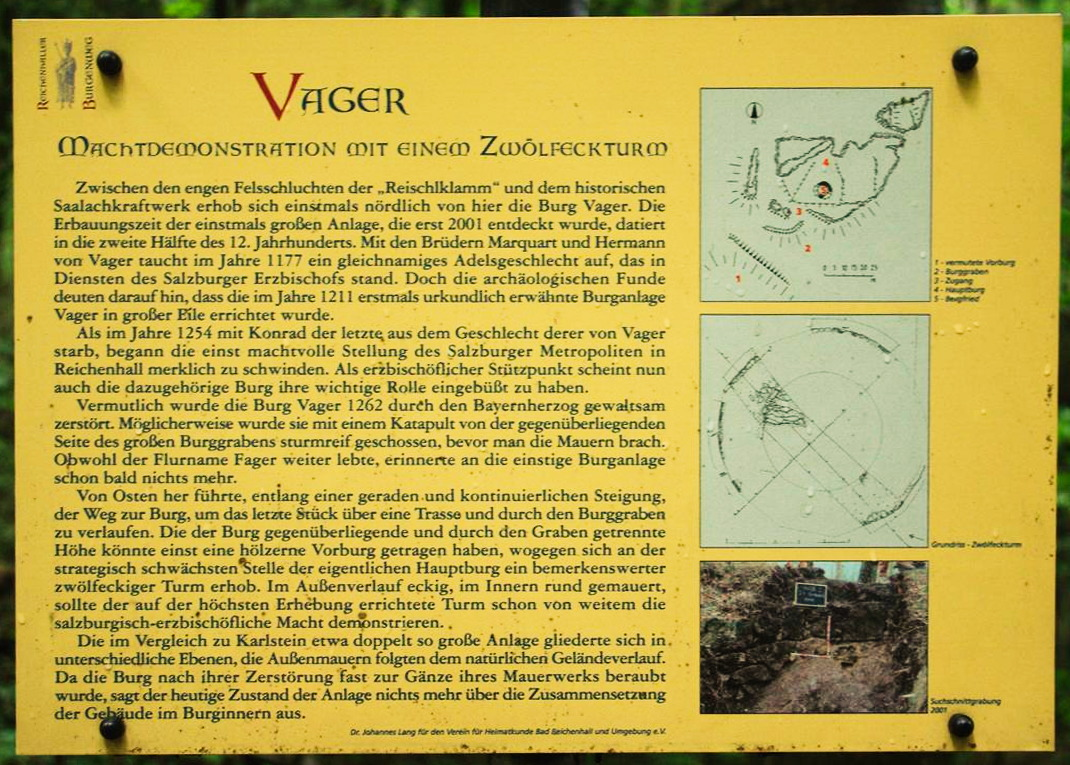
Hinweistafel